# バルベナジン
バルベナジン(英: Valbenazine) は、ニューロクライン・バイオサイエンシズが開発した遅発性ジスキネジアの治療薬。小胞モノアミントランスポーター2 (VMAT2) 阻害薬として作用する。アメリカでの商品名は「イングレッザ」。日本での商品名は「ジスバル」。タイ、シンガポール、インドネシアでの商品名は「レムリス」。 

## 効能・効果
バルベナジンは、遅発性ジスキネジア、ハンチントン病の治療に使用される。遅発性ジスキネジアは、薬剤誘発性の神経障害で不随意運動を特徴とする 。バルベナジンがアメリカ食品医薬品局に承認された臨床試験は、6週間の期間で行われた 。長期投与試験では、バルベナジンの使用が最大48週間にわたって安全かつ効果的であることが確認され、遅発性ジスキネジアの短期（6週間）の改善を維持できることが示された。

## 薬事承認

### アメリカ
- 遅発性ジスキネジア：2017年4月11日承認[10]。
- ハンチントン病に伴う舞踏運動：2023年8月18日承認[7]。

### 日本
- 遅発性ジスキネジア：2022年3月18日承認[4]。

## 副作用
傾眠（16.9%）、流涎過多（11.2%）、振戦（7.2%）、アカシジア（6.8%）、パーキンソニズム（2.4%）、錐体外路障害（2.0%）、運動緩慢（1.2%）、鎮静（1.2%）、落ち着きのなさ（0.8%）、姿勢異常（0.8%）、重篤な発疹（0.4％）、ジストニア、表情減少、筋固縮、筋骨格硬直、歩行障害、突進性歩行、運動障害（いずれも0.4%）など。

### 禁忌
バルベナジンの成分に対し過敏症の既往歴のある患者、先天性QT延長症候群又はトルサード・ド・ポワントの既往のある患者。

## 歴史
- 2015年
  - 3月31日 - 田辺三菱製薬がニューロクラインバイオサイエンス社との間で、バルベナジンに関する日本およびアジアにおける独占的開発・販売権に係るライセンス契約を締結[13]。
- 2017年
  - 4月11日 - FDAが遅発性ジスキネジアの適応でバルベナジンを承認[14][10]。
  - 6月 - 日本でバルベナジンの第2/3相臨床試験（J-KINECT試験）を開始[3]。
- 2019年
  - 11月13日 - アメリカでバルベナジンのハンチントン病に伴う舞踏運動に対する第3相臨床試験（KINECT-HD試験）開始[15]。
- 2021年
  - 4月22日 - 田辺三菱製薬が厚生労働省にバルベナジンを承認申請[3]。
  - 5月 -遅発性ジスキネジアの適応で シンガポールで承認[16]。
  - 8月 - 遅発性ジスキネジアの適応でタイで承認[16]。
  - 10月 - 日本国内第2/3相臨床試験（J-KINECT試験）のトップラインデータを日本臨床精神神経薬理学会で発表[17]。
  - 10月26日 - アメリカで行われていたバルベナジンのハンチントン病に伴う舞踏運動に対する第3相臨床試験（KINECT-HD試験）が終了[15]。
  - 11月 - 遅発性ジスキネジアの適応で韓国で承認[16]。
  - 11月30日 - バルベナジンについて田辺三菱製薬とヤンセン ファーマがコ・プロモーションを実施する契約を締結[18][19]。
  - 12月 - 遅発性ジスキネジアの適応でインドネシアで承認[16]。
- 2022年
  - 3月28日 - 厚生労働省が遅発性ジスキネジアを適応症として、製造販売承認[4]。
  - 5月25日 - 日本において薬価収載[20]。
  - 6月1日 - 日本で発売開始[20]。
  - 12月22日- FDAがニューロクラインバイオサイエンス社によるバルベナジンのハンチントン病に伴う舞踏運動に対する追加効能の承認申請を受理[21]。PDUFA dateは2023年8月20日に設定された[21]。
- 2023年
  - 1月 -「レムリス」の商品名でシンガポールで発売[22]。
  - 5月 - 「レムリス」の商品名でインドネシアで発売[22]。
  - 6月 - アメリカで行われた「KINECT-HD試験」の結果がThe Lancet Neurologyに掲載される[15]。
  - 7月31日 - 「レムリス」の商品名でタイで発売[22]。
  - 8月18日 - FDAがハンチントン病の舞踏運動への適応を追加承認[7]。
  - 10月11日 - 中医協は総会でバルベナジンの費用対効果総合的評価案を報告[23]。バルベナジンの増分費用効果比（ICER）は経過観察との比較で、500万円/QALY以上かつ750万円/QALY未満と判定された[23]。
- 2024年
  - 3月13日 - 日本においてジスバルカプセル20㎎（剤形追加）が製造販売承認[24]。
  - 11月 - ニューロクラインバイオサイエンス社がアメリカ精神医学会議の年次総会で、遅発性ジスキネジアに対する長期投与試験の事後解析の結果を発表し、投与48週目で参加者の59.2％が寛解状態に到達したと発表した[25]。長期投与試験はオープンラベルで行われ、48週目まで脱落しなかった103人を解析した[25]。寛解の定義は48週目に各項目のAIMSスコアが以下であることと定義した[25]。59.2% (61/103) が寛解となり、内訳は40 mg 投与群の被験者の 65.0% (13/20) 、 80 mg 投与群の被験者の 57.8% (48/83) が寛解閾値に到達した[25]。
- 2025年
  - 2月27日 - ニューロクラインバイオサイエンス社が、遅発性ジスキネジアについての第4相試験 （KINECT-PRO試験、市販後臨床試験）のトップラインデータを発表[26]。アウトカム指標すべてにおいて、ベースラインからの有意かつ持続的な改善を示した[26]。また、治療の安全性と忍容性はバルベナジンの既知のプロファイルと一致しており、新たな懸念事項は認められなかった[26]。
  - 3月10日 - 日本においてジスバルカプセル20㎎（剤形追加）が発売[24]。これにより、日本での剤形が20㎎、40㎎の2種類となる[24]。20mgカプセルは4号カプセル（40㎎は1号カプセル）となり服用しやすい剤形となっている[27]。

## 薬理学

### 作用機序
バルベナジンは、選択的に小胞モノアミントランスポーター2 (VMAT2)を阻害することにより、ドーパミン放出を可逆的に減少させる。in vitroにおいて、バルベナジンがはVMAT2に対して高い選択性を示し、VMAT1やその他のモノアミン受容体に対してはほとんど親和性を示さない。遅発性ジスキネジアの正確な原因は不明であるが、神経遮断薬によるドパミン過感受性が原因である可能性があると考えられている 。バルベナジンは、VMAT2がドパミンをシナプス小胞に取り込むことを選択的に減少させ、シナプス間隙におけるパミンの全体的なレベルを減少させ、ドパミン過感受性に関連する症状を緩和させる。 バルベナジンがVMAT2を選択的に阻害することの重要性は、VMAT2が主にドパミンの輸送に関与しており、他のモノアミン（ノルアドレナリン、セロトニン、ヒスタミンなど）の輸送には比較的影響が少ない点である。

### 薬物動態
バルベナジンは、プロドラッグであり、[+]-α-ジヒドロテトラベナジン（DTBZ）とアミノ酸L-バリンのエステルである。バルベナジンの半減期は15～22時間、分解に関与する肝酵素はCYP3A4、CYP3A5およびCYP2D6である。尿（60％）および便（30％）で排泄される。

## 研究
バルベナジンはトゥレット障害の治療薬として研究されている。